# Software médico
Software médico é qualquer programa ou sistema usado em atividades médicas, podendo ser uma plataforma capaz de processar e armazenar dados médicos em diversos dispositivos e tecnologias diferentes de forma integrada ou mesmo simples aplicativos apenas na web ou apps isolados em celular. Entre suas funções podem estar:
- gestão de prontuários eletrônicos;
- faturamento de serviços médicos;
- reduzir documentos físicos;
- permitir celeridade na localização e atualização das informações do paciente.

## Software de dispositivo médico
Já os softwares de dispositivos médicos são aqueles embarcados em um dispositivos médicos (hardware) ou que servem de interface para um dispositivo médico que faz um rastreamento clínico do paciente. Ex:
- software autônomo usado para fins diagnósticos ou terapêuticos;
- software embarcado em um dispositivo médico;
- software que aciona um dispositivo médico ou determina como ele é usado;
- software que atua como acessório de um dispositivo médico;
- software usado no projeto, produção e teste de um dispositivo médico; ou
- software que fornece gerenciamento de controle de qualidade de um dispositivo médico.

## Características
Existe sistemas voltados para a informatização de clínicas, onde trabalham profissionais de várias especialidades, e programas voltados para o médico que atua sozinho em seu consultório. Cada um atende a um perfil de profissional.
Os sistemas médicos podem concentrar-se única e exclusivamente na eliminação dos papéis ou ir além, aproveitando os recursos da informática e da internet para otimizar os resultados para o médico e para o paciente.
Documentos médicos digitalizados através de um scanner não são considerados softwares médicos ou prontuários eletrônicos, já que seu uso não traz mudanças essenciais na rotina do consultório nem implica numa reestruturação das informações coletadas.

## Funções básicas
- Função de agendamento: a agenda eletrônica permite a marcação de compromissos, lista de telefones, agendamento de recados, agenda de pendências.
- Função de prontuário eletrônico: anotação dos dados pessoais, anamneses, evolução com consultas e retornos, além de outros textos do paciente, armazenamento de imagens e vídeos. Nessa parte do software é alocada a história do paciente. Trata-se de um recurso essencial no tratamento de pacientes crônicos.
- Função de tabelas: dados pré-cadastrados que facilitam encontrar facilmente as informações e os códigos de referência padrão da medicina, como: exames, medicamentos, convênios, fórmulas, procedimentos médicos e Classificação Internacional de Doenças (CID-10).
- Função de impressão: impressão simplificada de documentos médicos, como atestados, declarações, prescrição, pedido de exame, prontuário completo, relação dos pacientes etc.
- Função TISS: recentemente no Brasil tornou-se necessário o Padrão TISS para troca de informações entre os serviços de saúde.[6]
- Função financeira: O sistema pode possibilitar o gerenciamento financeiro do consultório, gerando faturas para convênios de acordo com os padrões estabelecidos pela unidade reguladora de saúde.
- Função gerencial: Geração de relatórios sobre a própria clínica com base nas informações que o sistema armazena.
- Função de integração: Permitir o uso por diversos médicos e equipe de apoio em determinada clínica, com seguro modelo de liberação de acessos aos dados e facilidade para trabalho conjunto e compartilhamento de informações.
- Relatórios: Relatórios financeiros ajudam o gestor da clínica a ter uma avaliação minuciosa sobre entradas e saídas financeiras.

## Funções avançadas
Algumas funções avançadas têm o estado da arte da tecnologia disponível para os médicos, embora nem sempre isso traduza-se em custos.
- Acesso ao prontuário via internet: Alguns sistemas permitem que o prontuário esteja acessível tanto no desktop quanto na internet, através de uma conexão segura. O acesso pela internet possibilita que o médico acesse informações a partir de qualquer computador ligado à internet, incluindo celulares. "Já há sistemas que conectam hospitais em rede e permitem que um único exame seja avaliado por vários especialistas".[7]
- Site médico integrado: Alguns sistemas já permitem que o médico crie um site na internet. O profissional pode utilizá-lo para comunicar-se com seus pacientes. Os sites médicos estão se tornando cada vez mais populares e o acesso dos pacientes à informação médica na internet tem sido uma tendência global.[8]

## Vantagens e Inconvenientes
Em comparação ao suporte de papel, o software médico pode apresentar as seguintes vantagens e inconvenientes.

### Vantagens
1. Redução no tempo e custos de atendimento
2. Desterritorialização (pode ser acessado em qualquer lugar)
3. Possibilidade de reconstrução histórica dos casos acerca dos pacientes, registros médicos, tratamentos e laudos.
4. Contribuição para a pesquisa (facilidade no processamento de dados digitais)
5. Padronização e organização das informações coletadas
6. Redução do espaço de arquivamento de grandes quantidades de documentos
7. Ampliação da comunicação entre paciente e equipe de saúde

### Desvantagens
1. Manutenção dos prontuários em papel para fins jurídicos, em virtude da indefinição legal dos documentos eletrônicos (ponto em discussão devido às possibilidades trazidas pela assinatura digital)
2. Necessidade de investimento em hardware, software e capacitação pessoal
3. Resistência dos profissionais a mudanças
4. Possibilidade de falhas na tecnologia e no fornecimento de rede ou energia elétrica.